# Quatre villes saintes

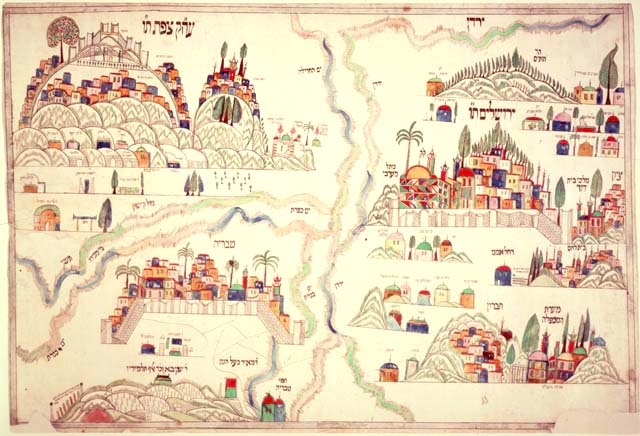
Carte hors échelle des Quatre Villes Saintes du judaïsme au XIXe siècle : Jérusalem en haut à droite, Hébron en-dessous, le Jourdain coulant de haut en bas, Safed en haut à gauche, et Tibériade en-dessous.

Dans le judaïsme, les "Quatre villes saintes" sont Jérusalem, Hébron, Tibériade, et Safed. Vénérées en raison de leur importance au sein de l'histoire juive, elles commencèrent de nouveau à servir en tant que pôles majeurs de la vie du peuple juif à la suite de la guerre ottomano-mamelouke. 
Selon la Jewish Encyclopedia en 1906 : "Depuis le XVIe siècle la Terre Sainte, tout particulièrement concernant l'enterrement, a presque entièrement été transférée à quatre villes - Jérusalem, Hébron, Tibériade, et Safed.

## Liste des villes et importance

### Jérusalem
Jérusalem a eu la plus haute importance pour les juifs depuis le XIe siècle avant notre ère, lorsque David mena les Israélites à vaincre les Jébuséens et à établir Jérusalem comme capitale du Royaume d'Israël. Là, son fils Salomon construit le Temple de Jérusalem, qui renferma l'Arche d'alliance après avoir renfermé le Saint des saints du Tabernacle. Bien que le Temple de Salomon et le Second temple de Jérusalem furent détruits pendant l'antiquité, le Mont du Temple, sur lequel ils s'élevèrent, continua à servir de base pour la spiritualité juive, en Terre d'Israël ainsi qu'en dehors.

### Hébron
Hébron, étant le foyer du Tombeau des Patriarches, est le tombeau des Patriarches et de leurs femmes : Abraham et sa femme Sarah, le fils d'Abraham, Isaac et sa femme Rébecca, ainsi que le fils d'Isaac, Jacob et sa femme Léa. De ce fait, l'importance d'Hébron pour les juifs n'est que secondaire à Jérusalem, et il s'agit également d'une des quatre villes où les Prophètes (dont Abraham) acquit la terre : Abraham acheta un champ ainsi qu'une cave à l'est d'Hébron aux Hittites, David acheta une aire de battage à Jérusalem à Arauna, Jacob acheta une parcelle de champ à Sichem, et Omri acheta le site de Samarie. De plus, Hébron fut la première capitale de l'Israël antique lors du règne de David.

### Tibériade
Tibériade est importante dans l'histoire du peuple juif pour de nombreuses raisons. Elle fut l'endroit où a été rédigé le Talmud de Jérusalem et fut le lieu de rassemblement du Sanhédrin, ayant été dissous en 425. Le tombeau de célèbres rabbins et d'autres érudits juifs, tel que Yoḥanan ben Zakkaï, Rabbi Akiva, ainsi que Moïse Maïmonide, est également situé à Tibériade. Cette ville fut la demeure des massorètes. Selon la tradition juive, la rédemption devra débuter à Tibériade, où le Sanhédrin y sera constitué, puis le Messie s'élèvera du lac de Tibériade, entrera dans la ville, et sera intronisé sur le sommet d'une haute colline à Safed,. 

### Safed
Safed vint à être considérée comme ville sainte bien après les trois autres. L'afflux massif des Séfarades suivant le Décret de l'Alhambra, ayant été promulgué par les Rois catholiques d'Espagne lors de la Reconquista en 1492, rendit possible la transformation de Safed en centre de Kabbale et d'éducation juive. 